# Karl Mauss
Pour les articles homonymes, voir Mauss.
Karl Mauss, né le 17 mai 1898 à Plön et mort le 9 février 1959 à Hambourg, est un militaire allemand, General der Panzertruppe au sein de la Heer dans la Wehrmacht pendant la Seconde Guerre mondiale. Il s'illustra notamment dans la 7e Panzerdivision
Il a reçu la croix de chevalier de la croix de fer avec feuilles de chêne, glaives et brillants, la  plus haute distinction militaire allemande de la Seconde Guerre mondiale. La croix de chevalier de la croix de fer et ses grades supérieurs, les feuilles de chêne, glaives et brillants, sont attribués pour un acte de bravoure extrême sur le champ de bataille ou un commandement avec un succès militaire notable.

## Début de carrière
Karl Mauss est né dans la ville de Plön dans le Schleswig-Holstein, en Allemagne. En 1914, à seulement seize ans, il se porte volontaire pour servir durant la Première Guerre mondiale.En remerciement à l'obstination et au soutien de son père, il est accepté et rejoint le 9e bataillon de chasseurs à pied (de) de Ratzeburg, servant pendant la guerre à Arras, à La Bassée, dans les Flandres, dans la Somme et à Isonzo. En 1915, ayant à peine 17 ans et étant le plus jeune homme de la division, il reçoit la croix de fer , 2e classe en se distinguant comme meilleur éclaireur dans la région durant la bataille de la Somme. L'année suivante, il est promu Leutnant devenant l'un des plus jeunes officiers de l'armée et, quelque temps plus tard après le transfert de sa division à l'Est dans les Carpates, il reçoit la croix de fer , 1re classe.
Mauss reste dans l'armée jusqu'en 1922 quand il déménage à Hambourg pour étudier la dentisterie, et atteint son doctorat en 1929. Apparemment, la vie civile ne lui convient pas, car il s'enrôle à nouveau en tant que Hauptmann (capitaine) en 1934, servant avec l'Infanterieregiments 69 à Hambourg. Il est promu Major, le 1er avril 1938.

## Seconde Guerre mondiale
Au début de la guerre, le Dr Karl Mauss sert dans la 20e division d'infanterie motorisée, avec laquelle il participe en 1939 à l'Invasion de la Pologne. En mai 1940, sa 10. Panzer-Division est transférée vers l'ouest pour prendre part à la bataille de France en collaboration avec XIX. Armeekorps de Heinz Guderian.
Déjà, dans ces premiers engagements, Mauss utilise avec succès ses expériences de guerre 1914-1918, son énergie et son enthousiasme se transférant à ses hommes. Dans la deuxième phase de la campagne française, Mauss participe aux batailles contre la 7e armée française. 

Mauss, maintenant Oberstleutnant (promu le 1er avril 1941), combat également dans la campagne soviétique au cours de l'opération Barbarossa dès le début. En novembre 1941, lorsque son bataillon défend avec succès ses positions sur la tête de pont de l'Ugra, malgré les lourdes attaques soviétiques et les conditions météo calamiteuses, Mauss reçoit la croix de chevalier de la croix de fer.
Dans l'année 1942, Mauss est promu Oberst (colonel), et après avoir mené ses troupes avec de petites pertes dans la bataille de Koursk, il reçoit les feuilles de chêne à la croix de chevalier en novembre 1943. En janvier 1944, il prend le commandement de la 7. Panzer-Division (7e division blindée). En avril de la même année, il est promu Generalmajor. Par ailleurs, le 23 octobre 1944, il reçoit les épées de la croix de chevalier avant qu'il ne soit grièvement blessé par des fragments d'obus d'artillerie en février 1945 à Gotenhafen et doit subir l'amputation d'une jambe. Il est promu Generalleutnant en avril, et reçoit comme dernier commandant de la 7. Panzer-Division, la croix de chevalier avec feuilles de chêne, épées et diamants, le 15 avril 1945.
Après sa reddition aux troupes britanniques, Mauss apprend que sa femme Minna (nom de jeune fille Lohoff), la mère de trois de leurs enfants, est morte. Une demande d'aller à Lübeck pour l'enterrement lui est refusée.

## Après-guerre
En 1949, il se remarie et un an plus tard, nait son fils Dietrich.
Mauss travaille comme dentiste dans son propre cabinet. Sa demande de réengagement a été rejetée par la Bundeswehr pour des raisons de santé.
Le Dr med. Dent. Karl Mauss est décédé d'une crise cardiaque après une longue maladie le 9 février 1959 à Hambourg, à l'âge de 60 ans.

## Décorations
- Croix de fer (1914)
  - 2e classe
  - 1re classe
- Insigne des blessés
  - en Or
- Insigne de combat des blindés en argent 3e classe
- Insigne de combat rapproché en bronze
- Médaille du Front de l'Est
- Croix allemande en or le 11 mars 1943 en tant que Oberst dans le Panzergrenadier-Regiment 33[4]
- Agrafe de la croix de fer (1939)
  - 2e classe
  - 1re classe
- Croix de chevalier de la croix de fer avec feuilles de chêne, glaives et brillants
  - Croix de chevalier le 26 novembre 1941 en tant que Oberstleutnant et commandant du II./Schützen-Regiment 69[5]
  - 335e feuilles de chêne le 24 novembre 1943 en tant que Oberst et commandant du Panzergrenadier-Regiment 33[5]
  - 101e glaives  le 23 octobre 1944 en tant que Generalmajor et commandant de la 7. Panzer-Division[5]
  - 26e diamants le 15 avril 1945 en tant que Generalleutnant et commandant de la 7. Panzer-Division[5]
- Mentionné 3 fois dans le bulletin radiophonique Wehrmachtbericht